# ديانا بريثويت
ديانا بريثويت هي كاتبة غنائية وكاتبة سيناريو ومغنية كندية، ولدت في 1957 في تورونتو في كندا.

## وصلات خارجية
- الموقع الرسمي
- ديانا بريثويت على موقع IMDb (الإنجليزية)
- ديانا بريثويت على موقع ميوزك برينز (الإنجليزية)